# Earias cellulalis
Earias cellulalis är en fjärilsart som beskrevs av Embrik Strand 1917. Earias cellulalis ingår i släktet Earias och familjen trågspinnare. Inga underarter finns listade i Catalogue of Life.